# إليزابيث غان
إليزابيث غان (بالإنجليزية: Elizabeth Gunn) هي طبيبة نيوزيلندية، ولدت في 23 مايو 1879، وتوفيت في 26 أكتوبر 1963.